# Lampropterus ruficollis
Lampropterus ruficollis är en skalbaggsart som först beskrevs av Leconte 1873.  Lampropterus ruficollis ingår i släktet Lampropterus och familjen långhorningar. Inga underarter finns listade i Catalogue of Life.